# Alewtina Alexandrowna Bilinkina
Alewtina Alexandrowna Bilinkina (russisch Алевтина Александровна Былинкина; * 28. Oktober 1921 in Moskau; † 29. Juli 1951 an der Kljutschewskaja Sopka) war eine sowjetische Vulkanologin und Geologin.

## Leben
Bilinkina immatrikulierte sich 1939 für ein Studium an der Geographischen Fakultät der Lomonossow-Universität. Im Zuge der Evakuierung der Universität während des Zweiten Weltkrieges wechselte sie jedoch an das Staatliche Moskauer Pädagogische Institut W. I. Lenin, wo sie 1942 mit Auszeichnung ihren Abschluss erwarb. Anschließend betrieb sie in Sibirien geomorphologische Untersuchungen, bevor sie eine Anstellung an ihrer Alma Mater fand und Junior-Wissenschaftlerin an der Geographischen Fakultät der Lomonossow-Universität wurde.
1948 begann Bilinkina, an der Vulkanologischen Station Kamtschatka zu arbeiten. Zu dieser Zeit brach der Schiwelutsch aus, dessen Aktivitäten sie eingehend observierte und analysierte. Zusammen mit Kollegen bestieg sie 1949 den Gipfel des Tolbatschik. Die Kljutschewskaja Sopka hingegen – der höchste aktive Vulkan Eurasiens – war damals nicht eruptiv. Nur einige Fumarolen wurden registriert. Bilinkina forschte an dessen Hängen, untersuchte die Kraterränder, Schlacken- und Aschenkegel und kartographierte die erkalteten Lavaströme der Umgebung. Sie galt als sehr leidenschaftliche Wissenschaftlerin, die mit viel Enthusiasmus und Risikobereitschaft ihrer Arbeit nachging. 
Im Sommer 1951 organisierte die Station eine mehrwöchige Exkursion zur Kljutschewskaja Sopka. Gemeinsam mit Nikolai Ogarkow stieg Bilinkina am 29. Juli in den Krater hinab, um Gasproben zu sammeln und Temperaturmessungen durchzuführen. Am späten Nachmittag wurde sie bei einem Steinschlag tödlich verletzt und in tiefer liegendes Gelände mitgerissen. Ogarkow benötigte zwei Stunden, um ihren Leichnam zu erreichen. Die anderen Wissenschaftler erfuhren am nächsten Morgen von ihrem Tod. 
An der Kljutschewskaja Sopka trägt ein neuer Krater, der am 20. November 1951 entstand, zu Ehren von Alewtina Bilinkina ihren Namen. Die meisten ihrer wissenschaftlichen Arbeiten wurden postum veröffentlicht.

## Publikationen
- Im Krater des Vulkans. In: Знание – сила, Nr. 3, 1951.
- Подъем на Суелич – действующий купол вулкана Шивелуч (Aufstieg zum Sujelitsch, den aktiven Kegel des Schiwelutsch). In Бюлл. Вулк. ст., Nr. 19, 1953.
- Состояние побочных кратеров Ключевского вулкана в мае 1949 г (Zustand der Nebenkrater des Kljutschewskoi-Vulkans im Mai 1949). In Бюлл. Вулк. ст., Nr. 19, 1953.
- Поездка к кратерам группы Туйла в июле 1950 г (Eine Fahrt zu den Kratern der Tuila-Gruppe im Juli 1950). In Бюлл. Вулк. ст., Nr. 19, 1953.
- A. Bilinkina, G. Gorschkow, N. Ogorodov: Восхождение на Ключевской вулкан 29 июля 1951 г (Die Besteigung des Kljutschewskoi-Vulkans am 29. Juli 1951). In Бюлл. Вулк. ст., Nr. 19, 1953.
- A. Bilinkina, G. Gorschkow: Наблюдения над извержением вулкана Шевелуч в 1948–1950 гг (Beobachtungen des Schiwelutsch-Ausbruches 1948–1950). In Бюлл. Вулк. ст., Nr. 19, 1953.
- A. Bilinkina, G. Gorschkow: Der Zustand der Kljutschewskoi-Gruppe in der zweiten Hälfte 1949. In Бюлл. Вулк. ст., Nr. 19, 1953.
- К исследованию сухих рек Ключевского вулкана (Zur Untersuchung der trockenen Ströme des Kljutschewskoi-Vulkans (Sommer 1950)). In: Тр. Лабор. вулк, Vol. 8, 1954.
- A. Bilinkina, G. Gorschkow: Der Zustand des Kljutschewskoi-Vulkans von Januar bis April 1950. In: Бюлл. Вулк. ст., Nr. 21, 1954.